# Pieno žvaigždės Pasvalys

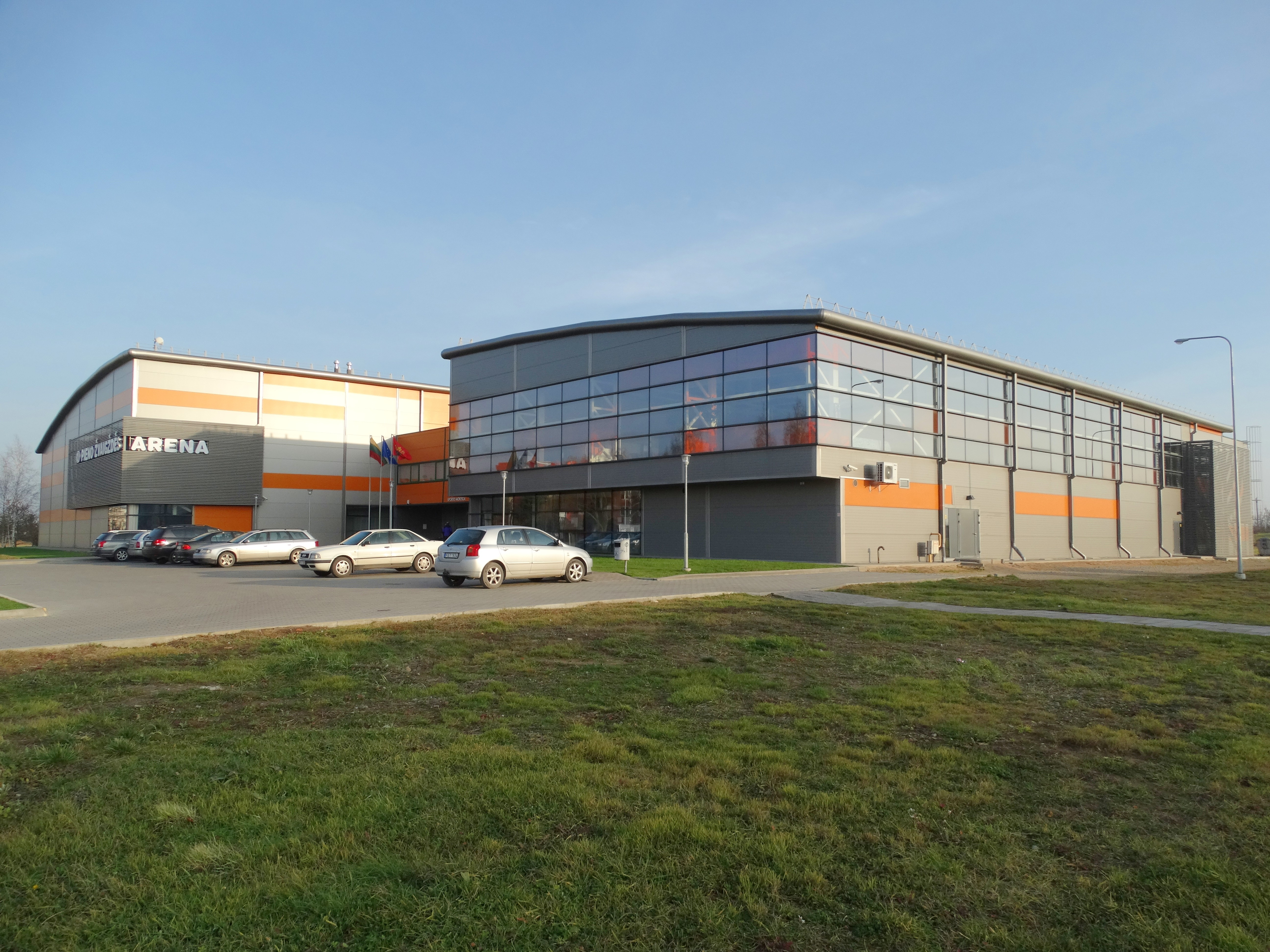
Arena von „BC Pieno žvaigždės“

BC Pieno žvaigždės ist ein Basketballverein aus Pasvalys (6800 Einwohner) in Litauen. Er spielt in der Baltic Basketball League (BBL) und der LKL (in beiden seit 2011). Der Club entstand 2003. Der Clubname kommt vom Hauptsponsor Pieno žvaigždės, der größten Unternehmensgruppe der Milchindustrie in Litauen und im Baltikum mit einem Umsatz 	von 240 Mio. Euro (2014). Der Club spielt in der Pieno žvaigždžių arena (1500 Zuschauer).